# Санкан, Пьер
Пьер Санка́н (фр. Pierre Sancan; род. 24 октября 1916, Мазаме, департамент Тарн — 20 октября 2008, Париж) — французский пианист, композитор и музыкальный педагог.
Учился в Тулузской консерватории, затем в Парижской консерватории у Ива Ната (фортепиано), Анри Бюссе (композиция), Шарля Мюнша и Роже Дезормьера (дирижирование). В 1943 г. был удостоен Римской премии за кантату «Легенда об Икаре» (фр. La légende d'Icare), однако материальное выражение этой премии — двухлетнее пребывание в Риме — было отложено на послевоенные 1946—1947 гг.
Как пианист Санкан записал фортепианные концерты Вольфганга Амадея Моцарта и Мориса Равеля, однако в наибольшей степени был известен своим ансамблем с Андре Наварра: вместе они записали все сонаты для виолончели и фортепиано Людвига ван Бетховена. В композиторском наследии Санкана — опера «Ундина» (фр. Ondine; 1966), балеты «Отражения» (фр. Reflets; 1965, на основе собственного Концерта для фортепиано с оркестром), «Комедия дель арте» (1951) и «Муравьи» (фр. Les Fourmis; 1966), Симфония для струнного оркестра (1961) и многие другие сочинения, из которых наибольшей популярностью, однако, пользуются камерные миниатюры: Сонатина для флейты и фортепиано (записана Эммануэлем Паю), Тема и вариации для арфы и др.
В 1956—1985 гг. профессор Парижской консерватории по классу фортепиано. Среди его учеников, в частности, Жан Филипп Коллар, Клод Симерман, Жак Рувье, Ив Анри, Абдель-Рахман Эль-Баха, Мишель Бероф, Жан-Марк Savelli Jean-Marc Savelli ,Серхио Тьемпо, Жан-Франсуа Антониоли и др.